# Azcasuch
Azcasuch (nahuatl: Āzcaxōch; pronunciato: aːsˈkaʃoːʧ) (fl. XVI secolo) fu una cihuatlatoani (regina) del popolo precolombiano dell'altepetl Acolhuacan degli Acolhua, che abitavano Tepetlaoztoc nella Valle del Messico. Il suo nome corrisponde al termine della lingua nahuatl per indicare un tipo di fiore (letteralmente "fiore-formica").

## Biografia
Fu la figlia di Acolmiztli Nezahualcóyotl, capo di Texcoco, e sposò Cocopin, re di Tepetlaoztoc. Dopo la morte del marito ascese al trono nel ruolo di regina regnante.
Ad Azcasuch successe il nipote Diego Tlilpotonqui.